# 大甲交流道 (國道3號)
大甲交流道為臺灣國道三號的交流道，銜接道路為甲后路。雖名大甲，但實際地理位置為臺中市外埔區大甲東（水美里、大東里、大同里交界處），指標為164k，每逢週末假期，易出現嚴重回堵。
由於大甲交流道匝道出口車禍頻傳，臺中市政府研議改善這現象。
|          | 164 大甲 |  | 外埔 大甲 |
| 麗寶樂園 | 164 大甲 |  |           |

## 鄰近公路
- 市道132號
- 中22線
- 中26線

## 外部連結
- 國道三號大甲交流道示意圖 （页面存档备份，存于）（交通部高速公路局）